# بمب‌گذاری ۲۰۱۳ مسجد پیشاور
بمب‌گذاری ۲۰۱۳ مسجد پیشاور در ۲۰ ژوئن ۲۰۱۳ در پاکستان به وقوع پیوست. در این حمله یک بمب‌گذار انتحاری خود را در یک مسجد شیعه منفجر کرد و ۱۵ نفر را کشت و ۲۰ نفر را زخمی نمود.

## جزئیات حمله
این حمله در منطقه شیعه‌نشین به نام کلنی گلشن به وقوع پیوست. اعتقاد بر این است که مهاجم مسلمان سنی بوده‌است. سه نفر در حملات مظنون بودند. قبل از اینکه بمب‌گذار انتحاری به مسجد برود، مهاجمان ابتدا یک افسر پلیس و یک نگهبان امنیتی را به قتل رساندند.
در زمان حمله حدود ۳۰۰ نفر در مسجد در حال نیایش بودند.

## محکومیت حمله
رئیس جمهور پاکستان، آصف علی زرداری، در مورد حمله گفت: «چنین اقدامات بی رحمانه و شنیع توسط مهاجمین نمی‌تواند حمایت ملت را برای پیگیری مبارزه علیه ستیزه جویی تضعیف کند.»